# Keltisk kunst
Keltisk kunst er associeret med keltere; forskellige befolkningsgrupper der talte Keltiske sprog i Europas forhistorie indtil moderne tid, samt kunst fremstilllet i oldtiden hvis sprog er usikkert, men hvis kultur og stilistiske træk var sammenlignelige med det keltiske folk.
Keltisk kunst er et vanskeligt begreb at definere, da det dækker en meget lang tidsperiode samt et stort geografisk område og mange kulturer. Generelt bruger arkæologer begrebet "keltisk" til at omtale kultur i jernalderens Europa fra omkring år 1000 f.v.t. og fremefter indtil Romerriget erobrede størstedelen af de berørte områder, og kunsthistorikere begyndt typisk at tale om "keltisk kunst" fra La Tène-perioden (omkring 500 til 100 f.v.t) og fremefter. Tidlig keltisk kunst er et andet begreb, der bliver brugt om denne periode, der i Storbritannien stærkker sig til omkring år 150 e.v.t.. Den tidlige middelalderkunst i Storbritannien og Irland, hvor Book of Kells og andre mesterværker blev fremstillet, er det som oftest bliver forbundet med "keltisk kunst" i den engelsk-talende del af verden, samt insulær kunst. Dette er den bedst kendte del, men det dækker ikke hele den keltiske kunst i tidlig middelalder, som også omfatter piktisk kunst i Skotland.
Keltisk kunst er typisk ornamenteret og undgår lige linjer og med kun lejlighedsvis brug af symmetri. Keltisk kunst har en række forskellige stilarter der viser indflydelse fra andre kulturer i deres knude-kunst, spiraler, nøglemønstre, bogstaver, dyrebilleder, planteformer og menneskefigurer. 